# Margarette "Peggy" Golding
Margarette "Peggy" Golding (Blaenau Ffestiniog, 1881 - 1939) fue una enfermera y empresaria galesa, fundadora del club Inner Wheel en la ciudad de Mánchester (Inglaterra), que evolucionó hasta convertirse en una organización internacional centenaria, con representación en más de 100 países.

## Biografía
Golding, nacida como Margarette Owen en Blaenau Ffestiniog (Gales, Reino Unido), se formó como enfermera, ejerciendo su profesión durante la Primera Guerra Mundial. Contrajo matrimonio con Oliver Golding, miembro del Rotary Club, y tomó su apellido a partir de ese momento.
En 1924, Margarette Golding y otras 29 mujeres, todas ellas familiares de rotarios, fundaron el club Inner Wheel (conocido como la Rueda Interior en español) en la ciudad de Mánchester (Inglaterra), como consecuencia del veto a las mujeres para asociarse al Rotary Club, a pesar de su enorme contribución. Más tarde esta prohibición decayó, aun así la entidad mantuvo su independencia.
En 2020, International Inner Wheel tenía en torno a 100.000 asociadas en 103 países y era una de las mayores organizaciones de mujeres con Estatus Consultivo en Naciones Unidas. Obtuvo el reconocimiento por el Consejo Económico y Social (ECOSOC)  en 1973 y cuenta con representación en Viena, una de las cuatro ciudades sede de ONU.

## Reconocimiento
En 2024 y en la misma ciudad inglesa de su fundación, conocida  como "lugar de nacimiento de la Rueda Interior", la entidad celebró sus 100 años de historia, convertida en organización internacional y con una extensa presencia global. En homenaje a su socia fundadora se creó una nueva variedad de rosa, la "Margarette Golding".